# Hatfields and McCoys
Hatfields and McCoys est une mini-série américaine en trois parties créée par Ted Mann et diffusée du 28 au 30 mai 2012 sur la chaîne History.
En France, la mini-série est diffusée depuis le 21 juillet 2013 sur Canal+.
Elle s'inspire de faits réels qui opposèrent deux célèbres familles américaines, entre 1863 et 1891. Les Hatfield, vivant en Virginie-Occidentale, dirigés par William Hatfield, et les McCoy, habitant dans le Kentucky, menés par Randolph McCoy.

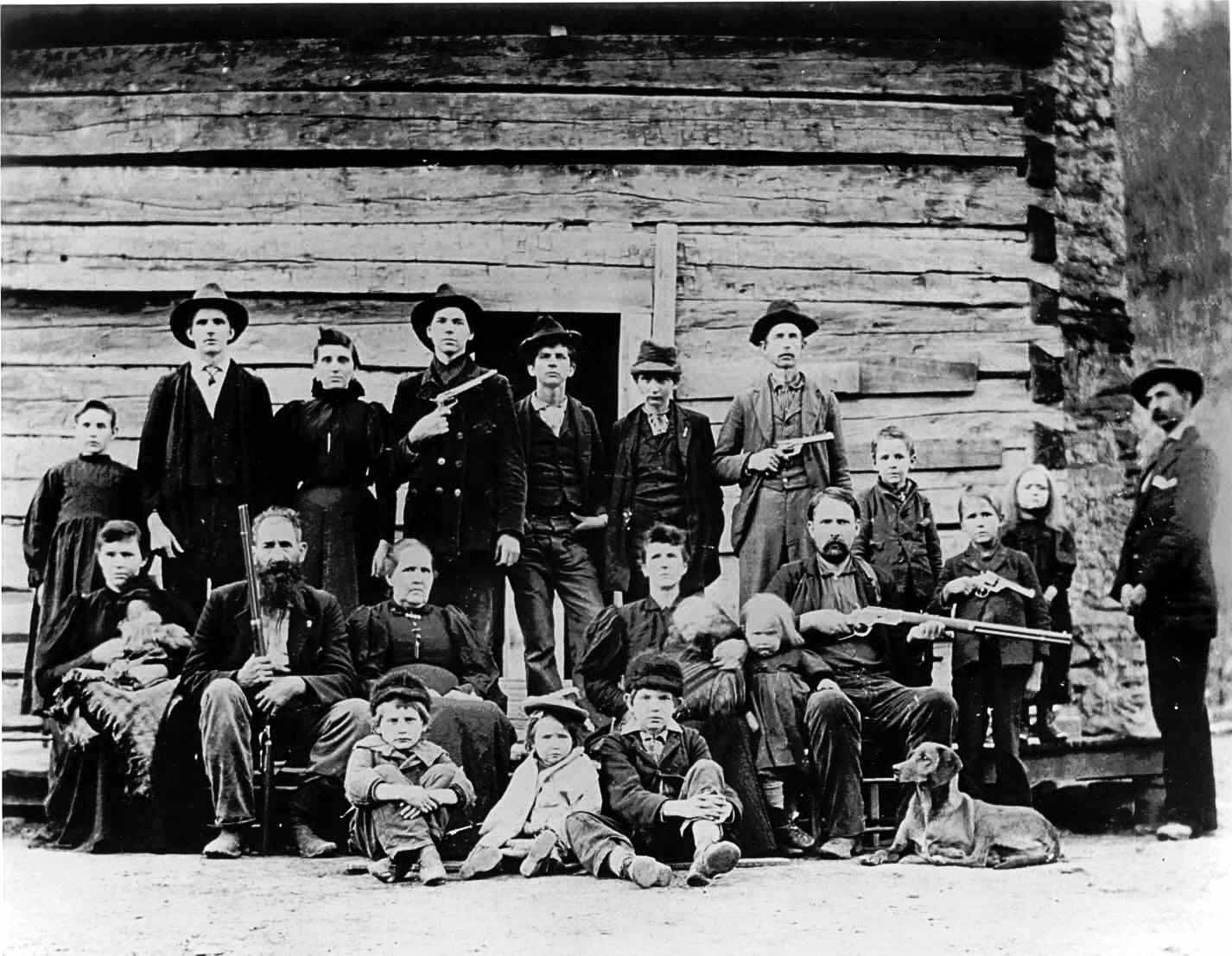
La famille Hatfield en 1897

## Synopsis
Anse « le Démoniaque » Hatfield et Randall McCoy, deux amis proches et alliés durant la guerre de Sécession, retournent dans leurs villes natales de Virginie-Occidentale pour l'un, du Kentucky pour l'autre, alors que la tension monte, que l'incompréhension et les ressentiments balayent tout sur leur passage, jusqu'à ce qu'une bataille éclate entre les deux familles. Les amis, les voisins et les forces extérieures se joignent au combat, amenant les deux États vers une nouvelle Guerre Civile.

### Partie 1
Le conflit oppose deux familles, les McCoy, une famille d'agriculteurs profondément chrétiens, vivant au Kentucky sur une rive de la Tug Fork, un bras de la Big Sandy River, et les Hatfield, bûcherons athées, implantés en face, de l'autre côté de la rivière, en Virginie occidentale. Chaque camp est dirigé par une figure paternelle forte. D'un côté, Randolph McCoy, descendant d'un émigré irlandais, de l'autre Anse Hatfield, soldat héroïque puis déserteur du clan confédéré, dont l'oncle a tué un membre de la famille d'en face.
La guerre des clans commence lorsqu'un Hatfield assassine un McCoy, et que la fille de Randall McCoy et le fils de Anse Hatfield commencent une tumultueuse histoire d'amour.

### Partie 2
Le petit frère de Anse est tué par les McCoy, les Hatfield réclament vengeance. Bientôt, amis, voisins et forces extérieures se joignent à la querelle, et la guerre Hatfield/McCoy amène la Virginie-Occidentale et le Kentucky au bord de la guerre civile.

### Partie 3
Les raids de Frank la Teigne forcent les Hatfield à pénétrer plus profondément dans les montagnes, John fixe son dévolu sur une autre McCoy, l'impitoyable Nancy McCoy, qui espionne les Hatfield. La perpétuelle querelle des deux familles aboutit à de nombreux morts des deux côtés.

## Distribution

### Acteurs principaux
- Kevin Costner (VF : Bernard Lanneau) : William Anderson "Anse le Démoniaque" Hatfield
- Bill Paxton (VF : Patrick Borg) : Randolph "Randall" McCoy (en)
- Matt Barr (VF : Benjamin Pascal) : Johnse Hatfield
- Joe Absolom (en) : Selkirk McCoy
- Tom Berenger (VF : Vincent Grass) : Jim Vance
- Powers Boothe (VF : Philippe Catoire) : Wall Hatfield
- Noel Fisher (VF : Gabriel Bismuth-Bienaimé) : Ellison "Cotton Top" Mounts
- Mare Winningham (VF : Anne Plumet) : Sally McCoy
- Ben Cartwright (en) : Parris McCoy
- Max Deacon : Calvin McCoy
- Andrew Howard (VF : Jérôme Pauwels) : Frank "La Teigne" Phillips
- Jena Malone (VF : Sylvie Jacob) : Nancy McCoy
- Sarah Parish (VF : Ivana Coppola) : Levicy Hatfield
- Lindsay Pulsipher (VF : Dorothée Pousséo) : Roseanna McCoy
- Ronan Vibert (VF : Yann Guillemot) : Perry Cline
- Boyd Holbrook : William "Cap" Hatfield
- Tom McKay : Jim McCoy
- Sam Reid (VF : Stéphane Pouplard) : Tolbert McCoy
- Jilon VanOver (en) (VF : Serge Faliu) : Ransom Bray

Source et légende: Version Française (VF) sur RS Doublage

## Audiences
- Partie 1 (diffusé le 28 mai 2012) : 13,9 millions
- Partie 2 (diffusé le 29 mai 2012) : 13,1 millions
- Partie 3 (diffusé le 30 mai 2012) : 14,3 millions

Avec une moyenne de 13,7 millions de téléspectateurs aux États-Unis, la série réalise le nouveau record d'audience pour une fiction des chaînes du câble "soutenues par la publicité". Pour History Channel justement, dont il s'agissait de la première incursion sur le terrain de la "pure" fiction télévisuelle, la réussite est donc incontestable, et pour Kevin Costner, ces chiffres prouvent tout à la fois qu'il demeure un comédien populaire aux États-Unis.

## Récompenses
- 2012 : Satellite Awards : Meilleure mini-série ou meilleur téléfilm
- 2013 : Golden Globe du meilleur acteur dans une mini-série ou un téléfilm pour Kevin Costner
- 2013 : Screen Actors Guild Award du meilleur acteur dans un téléfilm ou dans une minisérie pour Kevin Costner
- 2013 : Meilleur scénario original pour une mini-série ou un téléfilm au Writers Guild of America Awards